# اوزون کمپانی
اوزون کمپانی (انگلیسی: Ozon Company) ozon یکی از اولین شرکت‌های تجارت الکترونیک در روسیه است که گاهی به عنوان "آمازون روسیه" یاد می‌شود ."  و در سال ۱۹۹۸ بعنوان یک کتابفروشی آنلاین تاسیس شد، اوزون یکی از سه سکوی خرده‌فروشی آنلاین در کشور تا سال ۲۰۱۹ بود. این شرکت به عنوان ۳ امین شرکت اینترنتی با ارزش افزوده سال ۲۰۲۰ توسط فوربس نام گذاری شد. 